# Дегтярёвский
Дегтярёвский — хутор в Кочубеевском районе (муниципальном округе) Ставропольского края России.

## Варианты названия
- Дектярёвский[3]

## География
Расстояние до краевого центра: 56 км.
Расстояние до районного центра: 18 км.

## История
Населённый пункт возник в 1907 году в результате разделения хуторов Литвиновка и Ремпеля на три обособленных десятидворки — Дегтярёвской, Маковской и Соломенной. В 1917 году десятидворка стала хутором. По другим данным хутор основан в 1897 году. По третьим, хутор Дегтярёвский Баталпашинского отдела Кубанской области основан в 1896 году.
До 16 марта 2020 года хутор входил в упразднённый Новодеревенский сельсовет.

## Население
| 1989 | 2002 | 2010 | 2012 | 2014 |
| ---- | ---- | ---- | ---- | ---- |
| 543  | ↗703 | ↘594 | ↗666 | ↘500 |

По данным переписи 2002 года в национальной структуре населения преобладают русские (91 %).

## Инфраструктура
В хуторе есть дом культуры, библиотека, детский сад, почта, начальная школа, ветеринарная лечебница, продуктовые магазины. Медицинскую помощь оказывает фельдшерско-акушерский пункт.

## Памятники
На территории Дегтярёвского находится памятник истории регионального значения «Памятник-могила воинам советской армии, павшим в боях с немецко-фашистскими оккупантами в 1943 году» (1943).

## Культовые сооружения
На западной окраине хутора, в начале улицы Кубанской, расположено общественное закрытое кладбище площадью 10 100 м².